# Mandirituba
Mandirituba è un comune del Brasile nello Stato del Paraná, parte della mesoregione Metropolitana de Curitiba e della microregione di Curitiba.
Il comune venne fondato il 25 luglio 1960 e si trova a 40 km dalla capitale dello Stato Curitiba.